# Sphinx arthuri
Sphinx arthuri är en fjärilsart som beskrevs av Rothschild 1897. Sphinx arthuri ingår i släktet Sphinx och familjen svärmare. Inga underarter finns listade i Catalogue of Life.